# Bottle Rocket
 Ikke at forveksle med Bottle Rocket (soundtrack).
Bottle Rocket (i Danmark også kendt under navnet (U)organiseret kriminalitet) er en amerikansk film fra 1996. Filmen var den første spillefilm instrueret af Wes Anderson og manuskriptet skrev han sammen med skuespilleren Owen Wilson. Filmen var først en kortfilm på 13 minutter, men senere blev den udviklet til en spillefilm. Wilson og hans lillebror, skuespilleren Luke Wilson, medvirkede i filmen, sammen med James Caan og Robert Musgrave. Lige så vel som Anderson debuterede med filmen, debuterede Wilson brødrene, Owen og Luke sammen med deres storebror Andrew Wilson, som optrådte som Future Man.
Hele filmen blev optaget i Dallas, Houston og Hillsboro, Texas.

## Medvirkende
- Owen Wilson
- Luke Wilson
- Robert Musgrave
- Andrew Wilson
- James Caan